# Billy Cook
William Cook, detto Billy (Coleraine, 20 gennaio 1909 – Liverpool, 11 dicembre 1992), è stato un allenatore di calcio e calciatore nordirlandese, di ruolo difensore.

## Carriera

### Giocatore

#### Club
Militò nel Port Glasgow Athletic e nel Celtic. Dal 1932 al 1939, fu in forza all'Everton, per cui giocò 250 partite e mise a segno 6 reti. In seguito, vestì le maglie di Chester City, Liverpool, e Raith Rovers. Giocò poi al Wrexham, all'Ellesmere Port Town e al Rhyl.

#### Nazionale
Cook giocò 15 partite per l'Irlanda, tra il 1932 e il 1939.

### Allenatore
Durante l'esperienza al Rhyl, diventò allenatore-giocatore della squadra. Nel 1947, fu allenatore del Brann. Ricoprì questo incarico anche dal 1949 al 1951. Fu poi commissario tecnico di Perù e Iraq: queste due esperienze furono intervallate da una stagione al Portadown. Nel 1956, allenò il Wigan.

## Palmarès

### Giocatore

#### Competizioni nazionali
- Coppa di Scozia: 1

Celtic: 1930-1931
- Campionato inglese: 1

Everton: 1938-1939
- Coppa d'Inghilterra: 1

Everton: 1932-1933
- Community Shield: 1

Everton: 1932